# Lippy Lipshitz
Israel-Isaac „Lippy“ Lipshitz (* 8. Mai 1903 in Plungė, jiddisch פלונגיאן, Plungian, Litauen; † 25. Oktober 1980 in Kiryat Tivon, Israel) war ein südafrikanischer Bildhauer, Maler, Kunstdozent und Grafiker litauischer Herkunft. Er gilt als einer der bedeutendsten südafrikanischen Bildhauer des 20. Jahrhunderts und trug wesentlich zur Entwicklung der modernen Kunst in Südafrika bei.

## Leben
Israel-Isaac Lipshitz wurde 1903 in Plungian, Litauen, geboren (seine Schwester war die Malerin Ada Lipshitz-Wolpe, seine Tochter Toni Lipshitz-Caspi wurde Grafikerin). Die Familie zog 1908 nach Südafrika, wo Lippy Lipshitz an der Cape Town School of Art (1922–25) bei Percy Thatcher und Charles Groves und anschließend an der Michaelis School of Fine Art (1925–26) bei dem Bildhauer Herbert Meyerowitz studierte, wo er zunächst zum Holzschnitzer ausgebildet wurde. Anschließend vervollständigte er seine Studien in Paris an der Académie de la Grande Chaumière (1928–32) bei dem Bildhauer Antoine Bourdelle. 1929 lernte er Ossip Zadkine und Constantin Brancusi kennen, in deren Atelier er sich stark von der afrikanischen Kunst inspirieren ließ, sowie mehrere jüdische Künstler, die mit der Pariser Schule in Verbindung standen, darunter Chaim Soutine, Jules Pascin, Moise Kisling und Amedeo Modigliani. Nach seiner Rückkehr nach Südafrika hatte er 1932 seine erste Einzelausstellung im Martin Melck House in Kapstadt. Er stellte auch in den Gainsborough Galleries in Johannesburg aus (1943–54) und hatte 1944 seine erste Retrospektive in der Durban Art Gallery. Er war Gründungsmitglied der New Group und des Art Club of South Africa und eng mit der südafrikanischen Moderne verbunden.
Zwischen 1947 und 1948 lebte Lippy Lipshitz in London; er hatte ein Atelier in Chelsea und nahm an einer Ausstellung bei Gimpel Fils teil, bevor er nach Hampstead umzog und im April 1948 eine Einzelausstellung in der Galerie Apollinaire hatte, die 25 seiner Schnitzereien umfasste (und von der ein Teil zu den Gainsborough Galleries in Johannesburg wanderte). Er stellte auch in der A.I.A. Gallery und in der Little Gallery aus, zusammen mit seinem Emigrantenkollegen Dolf Dieser. Er traf Henry Moore, besuchte Jacob Epstein in seinem Atelier und reiste mit Jankel Adler nach Paris, um Hans Arp zu treffen. Im Jahr 1948 wurde sein Werk in die Tate-Ausstellung südafrikanischer Kunst aufgenommen. Außerdem besuchte er die Künstlerkolonie in Zennor in Cornwall, wo er Sven Berlin traf, und das Abbey Art Centre, New Barnet, das von dem Kunsthändler William Ohly von den Berkeley Galleries, London, gegründet worden war. Im selben Jahr wurde Lippy Lipshitz' Skulptur The Rise of the Maccabi in eine Verkaufsausstellung jüdischer Kunst aufgenommen, die von der Ben Uri Art Gallery in der North Western Reform Synagogue in London organisiert wurde, mit einem Preis von 500 Guineas und der Bitte um Spenden für den Erwerb durch die Friends of the Tel Aviv Museum; 1955 war Lippy Lipshitz Teil einer Ben Uri-Ausstellung, die sechs emigrierte Bildhauer präsentierte: Skulpturen von Fredda Brilliant, Georg Ehrlich, Jacob Epstein, Lippy Lipshitz, Abraham Lozoff und Karel Vogel.
Lippy Lipshitz kehrte 1948 nach Südafrika zurück und wurde später außerordentlicher Professor für Bildende Kunst an der Michaelis-Schule (1963–68), obwohl er 1966 ein Jahr lang in Griechenland arbeitete. Lipshitz nahm an der 25. Ausgabe der Biennale von Venedig teil.
1978 wanderte er nach Israel aus. Er beteiligte sich an zahlreichen internationalen Ausstellungen, darunter einer Retrospektive in der Südafrikanischen Nationalgalerie in Kapstadt im Jahr 1976.

## Werk
Das Werk von Lippy Lipshitz umfasst Skulptur, Malerei und Grafik. Sein Stil ist stark von der europäischen Moderne beeinflusst, insbesondere von Künstlern wie Henry Moore und Aristide Maillol. Lipshitz arbeitete in verschiedenen Materialien wie Bronze, Stein, Holz und Gips. Seine Skulpturen zeichnen sich durch weiche, abgerundete Formen und oft emotionale Gesichtsausdrücke aus.
Lippy Lipshitz' Werke sind bekannt für ihren emotionalen Ausdruck und ihre soziale Aussagekraft, die sich häufig auf jüdische Identität und soziale Missstände beziehen. Zu den bekanntesten Skulpturen von Lippy Lipshitz gehören Mother and Child, eine Darstellung von Mutterschaft und Fürsorge, und The Sacrifice, die sich auf religiöse Themen bezieht.
Obwohl der Name Lippy Lipshitz ein Synonym für südafrikanische Bildhauerei ist, ist wenig bekannt, dass er auch eine kleine Anzahl von Gemälden geschaffen hat. Als Bildhauer fühlte er sich, wie viele andere bekannte Bildhauer auch, mehr zur Zeichnung und zu grafischen Medien als zur Malerei hingezogen. So schuf er viele kleine Arbeiten auf Papier in Form von Monotypien, Holzschnitten und Pastellzeichnungen. In den 1950er Jahren wandte er sich verstärkt der Druckgrafik zu, in der er seine soziale und politische Botschaft weiterentwickelte.